# 大桑村 (埼玉県)
大桑村（おおくわむら）は埼玉県の北東部、北埼玉郡に属していた村。

## 地理
- 河川：会の川、青毛堀川

## 歴史
- 1889年（明治22年）4月1日 町村制施行により、川口村、南大桑村、花崎村、南篠崎村が合併し北埼玉郡大桑村が成立する。
- 1954年（昭和29年）5月3日 加須町、不動岡町、三俣村、礼羽村、水深村、樋遣川村、志多見村と合併し加須市となる。